# 無敵!夏休み
「無敵!夏休み」（むてき なつやすみ）は、腐男塾の4枚目のシングル。2010年6月23日にインペリアルレコードから発売された。

## 概要
通常盤と初回限定盤（紫集院曜介Ver.）（武器屋桃太郎Ver.）（青明寺浦正Ver.）（緑川狂平Ver.）（赤園虎次郎Ver.）（流原蓮次Ver.）（瀬斗光黄Ver.）が発売された。初回限定盤にはDVDが付属している。

## 収録曲

### 初回限定盤
1. 無敵!夏休み [4:33]
作詞・作曲：はなわ、編曲：成田忍
2. サイリウムライト [4:39]
歌：中野腐女シスターズ
作詞・作曲：はなわ、編曲：成田忍
3. アララの呪文 [3:09]
作詞：さくらももこ、作曲：岡本真夜、編曲：成田忍
ちびまる子ちゃん with 爆チュー問題のカバー。

### 通常盤
1. 無敵!夏休み
2. サイリウムライト
3. 草食ライオン [4:42]
  - 作詞・作曲：はなわ 編曲：成田忍
  - CBCラジオ「風男塾の天下腐武」オープニングテーマ

## 収録アルバム
| 曲名             | 収録アルバム | 発売日       |
| ---------------- | ------------ | ------------ |
| 無敵!夏休み      | 『腐レンズ』 | 2011年5月4日 |
| サイリウムライト | 『腐レンズ』 | 2011年5月4日 |
| 草食ライオン     | 『腐レンズ』 | 2011年5月4日 |